# 仓库管理系统
仓库管理系统（WMS），英文为Warehouse Management System，是对物料存放空间进行管理的软件，区别于库存管理。其功能主要有两方面，一为通过在系统中设定一定的仓库仓位结构对物料具体空间位置的定位，二为通过在系统中设定一些策略对物料入库、出库、库内等作业流程进行指导。有利于仓库资源使用。